# ハンティリ2世
ハンティリ2世（Hantili II）は、紀元前15世紀のヒッタイトの大王。

## 来歴
ある粘土板文書によれば、ハンティリは大王アルワムナの息子であるという。ただしアルワムナは簒奪者タフルワイリと王位を争ったらしく、ハンティリを含む3人がどのような順序で王位を継承したかは不明である。
ハンティリの治世は北方のカシュカ族の攻撃が相次ぎ、ネリクやティリウラといった都市が破壊された。ハンティリはカシュカの攻撃に備えて首都ハットゥシャや諸都市の防御施設を強化したという。ハンティリはまた、南方のキズワトナ国の王パッダティッシュとの間で、領内に逃げ込んだ遊牧民の相互返還を定めた条約を結んだヒッタイト側の大王であると推測されている。ハンティリの跡は息子のツィダンタ2世が継いだ。